# Керолайн Кросслі
Керолайн Кросслі (англ. Caroline Crossley) — канадська регбістка, олімпійська медалістка. 
Срібну олімпійську медаль Кросслі виборола на Паризькій олімпіаді 2024 року
в складі збірної Канади з регбі-7.